# Inna Alexandrowna Gomes
Inna Alexandrowna Gomes (russisch И́нна Алекса́ндровна Го́мес; * 2. Januar 1970 in Nowo-Barakowo, Oblast Rjasan) ist eine russische Filmschauspielerin und Fotomodell.

## Biografie
1984 übernahm Inna Gomes unter ihrem Geburtsnamen Tschurkina erstmals eine Rolle in einer Fernsehserie. Im Jahr 1988 nahm sie am Schönheitswettbewerb Moskauer Schönheit, einem der ersten in der Sowjetunion, teil und erreichte unter 36 Teilnehmern das Finale.
Danach absolvierte sie eine Ausbildung zur Sekretärin und arbeitete als Maschinenschreiblehrerin.
Ab der zweiten Hälfte der 1990er-Jahre trat Inna Gomes im Fernsehen als Moderatorin sowie in Reality-Shows auf, ab dem Jahr 2000 in mehr als 20 Kinofilmen.

## Filmografie
- 1983: Opasnyye pustyaki (Kurzfilm)
- 1985: Gostya iz budushchego (Miniserie)
- 2000: Chyornaya komnata (Fernsehserie, zwei Folgen)
- 2000: Khoroshie i plokhie
- 2002: Letniy dozhd
- 2002: Kamenskaya: Za vse nado platit
- 2007: Almaz Black Box
- 2007: Priletit vdrug volshebnik (Fernsehserie)
- 2008: Snezhnyy angel (Fernsehfilm)
- 2008: Kazaki-razboyniki (Miniserie)
- 2008: Priklyuchenya Alenushki i Eremi (Stimme)
- 2009: Novye priklyucheniya Alenushki i Eremy (Stimme)
- 2010: V Tsenturiya. V poiskakh zacharovannykh sokrovishch